# Parmatergus
Parmatergus es un género de arañas araneomorfas de la familia Araneidae. Se encuentra en Madagascar.

## Lista de especies
Según The World Spider Catalog 12.0:
- Parmatergus coccinelloides Emerit, 1994
- Parmatergus lens Emerit, 1994